# Tsuka
Tsuka (jap. 柄; rękojeść) – rękojeść japońskich mieczy, wykonana zwykle z wydrążonego drewna lub miedzi z bawełnianym, skórzanym lub jedwabnym oplotem tsuka-ito lub tsuka-maki i elementami dekoracyjnymi. 

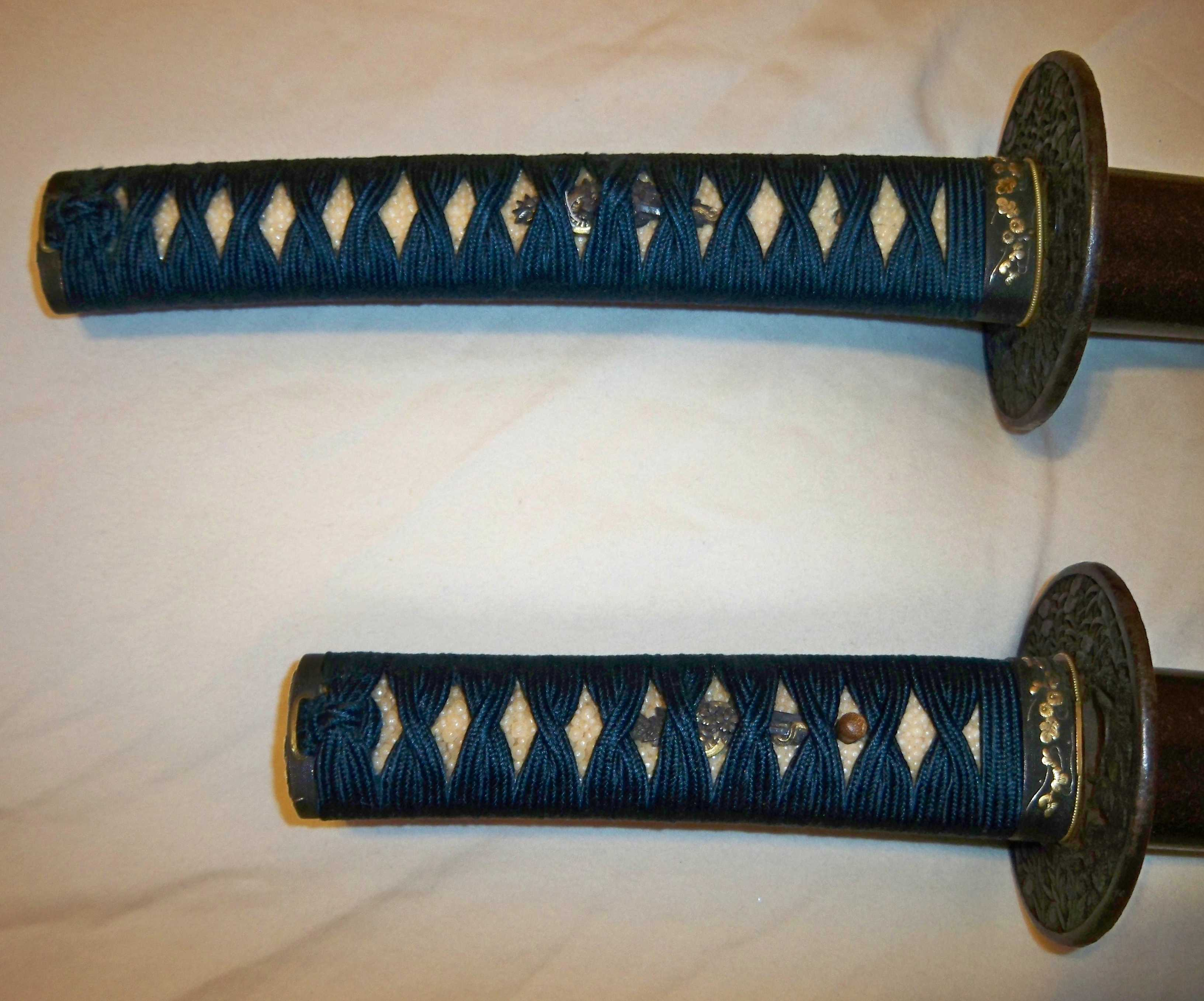
Daishō-tsuka, rękojeści pary mieczy

Tsuka zakończona jest z jednej strony (na końcu miecza) zaślepką kashira, a z drugiej, w miejscu połączenia z gardą tsuba (jap. 鍔) – obejmą fuchi (jap. 縁). Na tsuka zgodnie z odpowiednim stylem wykończenia („wystroju”) miecza (jap. 拵え; koshirae) znajduje się stosowny oplot tsuka-maki, a pod nim zwyczajowo skóra rekina lub płaszczki.